# Документальная анимация

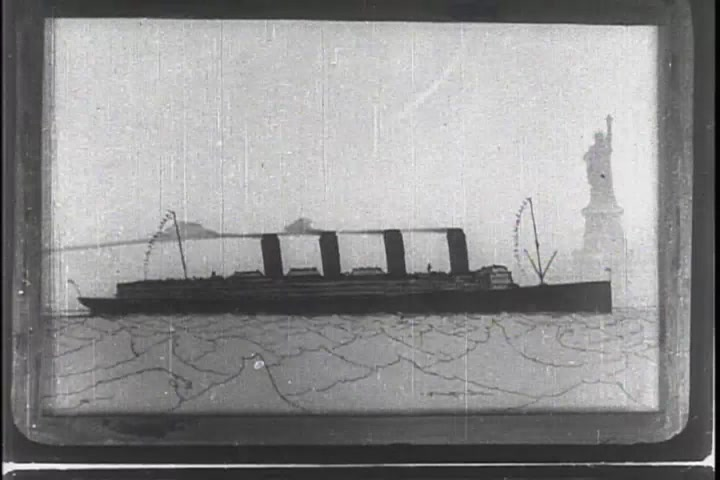
Кадр из документального мультфильма «Гибель Лузитании»

Документальная анимация — гибридный вид кинематографии, подразумевающий создание документального кино средствами анимации.

## История
Считается, что самым первым фильмом в форме документальной анимации был 12-ти минутный фильм «Гибель «Лузитании»», вышедший в 1918 году. С 1920-х годов анимация использовалась в учебных и научно-популярных фильмах.
В 2007 году на Международном фестивале документального кино в Амстердаме была представлена программа «документальные фильмы, которые частично или полностью состоят из анимации».
Израильский фильм «Вальс с Баширом», номинированный на «Оскар» в 2008 году, был объявлен первым полнометражным анимационным документальным фильмом.